# Muzeul Memorial „Nicolae Iorga”
Muzeul Memorial „Nicolae Iorga” este un muzeu județean din Vălenii de Munte, amplasat în Str. George Enescu nr. 3. Muzeul memorial “Nicolae Iorga”, așezământ cultural ce păstrează amintirea savantului Nicolae Iorga, este situat în centrul istoric al orașului, și împreună cu Muzeul de artă religioasă și Muzeul de etnografie al Văii Teleajenului formează un adevărat centru cultural. De 100 de ani, Vălenii de Munte a fost asociat cu numele neasemuitului istoric Nicolae Iorga. Numeroase și trainice fire l-au legat pe profesor de micul orășel de munte, localitate al cărei nume “abia îl aflai din pagini de cronică”.  Începutul unei asemenea legături s-a petrecut în vara anului 1907, când Iorga pășește pentru prima dată aici, fără să fi crezut că se va stabili și că acest loc va fi prielnic gândului și lucrului. Deși născut la Botoșani în noaptea de 5/6 iunie 1871, viitorul mare savant și-a petrecut la Vălenii de Munte, mai bine de 30 de ani. A avut și motive să se statornicească. “Era aici - scrie el - o pace, o bună înțelegere românească…..care te cucerește îndată”. Izvor de liniște și cugetare, Văleniul i-a fost totodată și locul în care și-a clădit o parte din impresionanta sa opera. De altfel, polivalenta lui activitate însumează un greu egalabil record. A publicat 1250 de cărți și broșuri, a ținut sute de conferințe, a descoperit mii de documente pe care le-a valorificat cu iscusință, a ctitorit lăcașe de cultură, atât în țară cât și-n străinătate, a impresionat întreaga suflare românească prin pledoariile sale înflăcărate, a uimit pretutindeni cu uriașa sa memorie sau prin scânteietoarea inteligență creatoare, prin adânca și fascinanta putere de a aprinde flacăra unor timpuri demult apuse. Casa în care a locuit cu familia și a creat o parte consistentă a edificiului nemuririi sal, a fost construită de polcovnicul Panca și atestată documentar în 1833. Nicolae Iorga cumpără casa de la urmașii polcovnicului in 1908, asistă și supraveghează renovarea ei. De la intrare, vizitatorul este întâmpinat de o poartă masivă din lemn, străjuită de doi stâlpi din cărămidă, văruiți în alb. Imediat, o curte largă se deschide și calci pe pietre de râu. Un spațiu verde, ca o gradină, înconjoară casa prevăzută cu prispa înaltă și cu intrare laterală. Câteva trepte duc către calea de acces. Stâlpii din lemn, cu capiteluri ornate, conturează o linie ondulata, sprijinind acoperișul din țiglă. De la înălțimea pridvorului poți privi bustul savantului turnat în bronz de sculptorul Oscar Han, dominând cadrul cu privirea energică La intrarea în locuință, pe o placa de marmura stă scris “Aceasta casă în care au muncit, s-au bucurat și au suferit Nicolae și Ecaterina Iorga”. In interior, ansamblul exponatelor evocă personalitatea marelui savant prin numeroase cărți, manuscrise, obiecte personale, fotografii, mobilier sau diverse alte documente. Un hol lung, care desparte biroul de lucru si dormitorul de salonașul mic și salonul de primire, te întâmpină cu piese de mobilier rustic dragi profesorului - lăzi de zestre moldovenești, scoarțe populare basarabene, două litografii cu Alexandru Ioan Cuza și Elena Cuza, și nu în ultimul rând portretul lui Nicolae Iorga pictat de fiica sa, Magda, in 1930. Biroul de lucru rămâne centrul de interes, cu impresionanta biblioteca, ticsita de volume din aproape toate domeniile științei și artei, el deschide cheia înțelegerii marelui cărturar. Pe birou, mapa din piele, călimara de cerneala și pana de scris, par încă să aștepte venirea profesorului. Sub cristal se afla gata pregătită o pagină de manuscris cu titlul “Încredere”, care reține atenția prin sensul sau etic. “Un singur lucru cerem, și anume dreptul de a cere oricărui om cinstit și muncitor din România: Încredere”. Lângă biroul de lucru se află dormitorul, cu mobilierul lucrat în stil popular de factură orășenească, la Câmpulung Moldovenesc in 1911, icoane din secolele XVIII- XIX pictate pe sticlă. Salonașul mic era locul unde Ecaterina Iorga își primea oaspeții. Aici găsim portretul acesteia pictat de Sever Burada în 1925, biroul la care a scris, canapeaua și fotoliile, o masă joasă, rotundă cu picioarele de mahon. Salonul mare de primire are aceeași notă populară marcată de mobilier și tapițerie cu elemente de artă populară românească. Pe pereții văruiți în alb sunt etalate tablouri de Nicolae Grigorescu, “Pe Valea Câmpiniței” și “Flori de măr” și Elena Popeea- “Flori roșii”. In continuarea casei, un hol lung, cu geamlâc, duce spre fostele dormitoare ale copiilor. Aici se pot vedea vitrine cu documente, fotografii, facsimile ce reprezintă momente din activitatea publica a savantului: Președinte al Comisiei Monumentelor Istorice, Prim Ministru, Președinte al Ligii Culturale pentru Unitatea Culturala a Tuturor Romanilor; sala a doua, ne întâmpină cu costumul de academician pe care Nicolae Iorga l-a purtat la ședințele solemne ale Academiei Romane; într-una din vitrine sunt expuse fotografii și documente ce imortalizează secvențe ale vizitei din 1930 in S.U.A. Nicolae Iorga este surprins de obiectivul aparatului de fotografiat în mijlocul românilor din S.U.A. Pășind cu emoție, vizitatorul va descoperi în fiece loc, puțin câte puțin, din ființa profesorului și a omului de excepție care a fost Nicolae Iorga. Valoarea umana de creator de geniu, radiază din fiecare colț al casei. Învăluită într-o aură de mister, “la ceasuri adânci din noapte, când toți se odihnesc, el pare că veghează”.
Clădirea muzeului este declarată monument istoric, având codul PH-II-a-A-16841. Atestată documentar in 1833, casa construită de polcovnicul Panca, este monument de arhitectură datând de la sfârșitul secolului al XVIII-lea, caracteristic zonei subcarpatice prahovene. Nicolae Iorga a locuit și a creat la Vălenii de Munte între anii 19